# Ritona

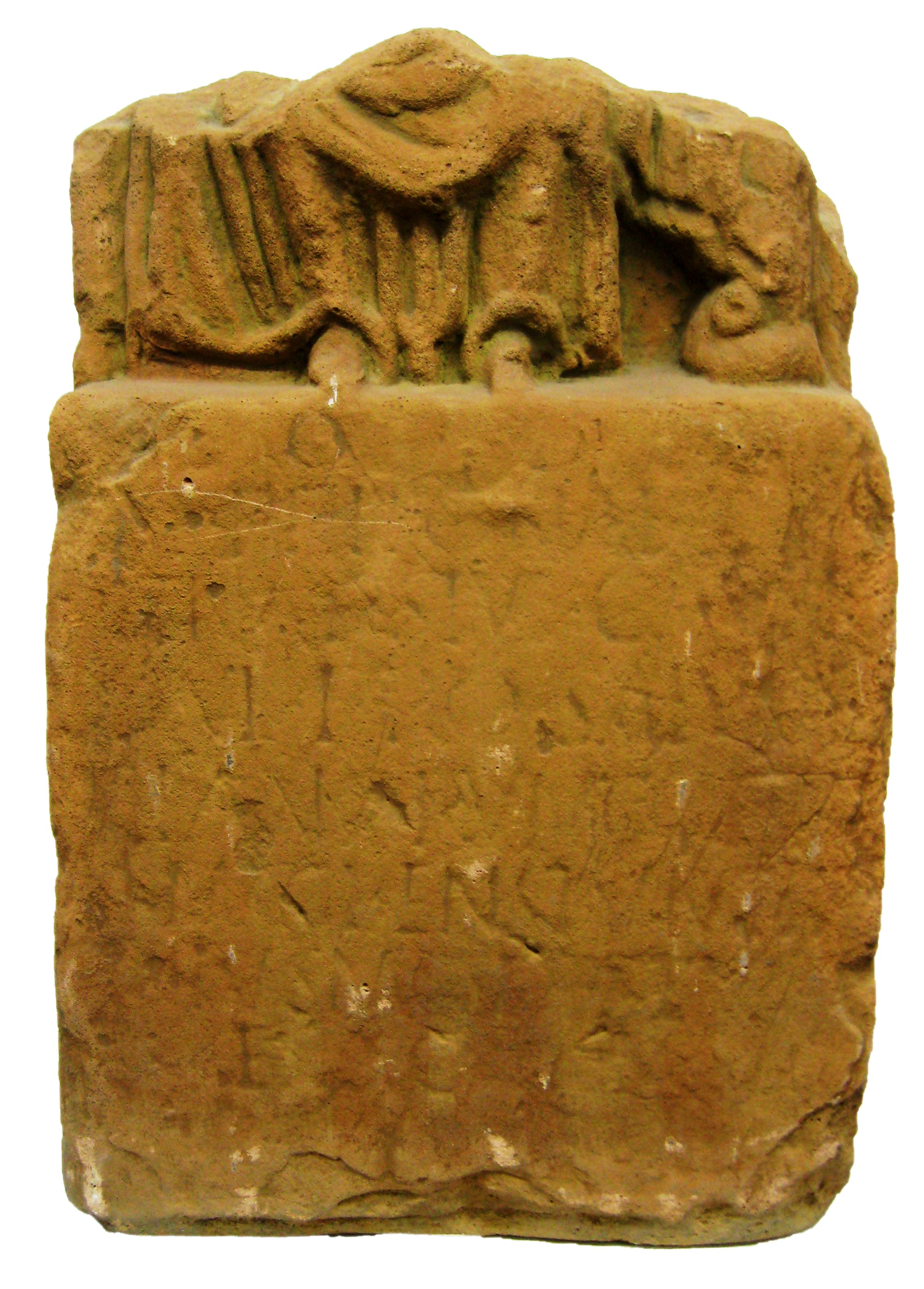
Contiomagusstein
O.D. T.PRIITONAE. DI VINAE SIVE CA... IONI PRO SALVTE VICANORVM CONTI OMAGUS ENSIVMTER TINIUS MODESTVS F.C.V.S.

Ritona, ook bekend als Pritona, was een godin in de Keltische mythologie die voornamelijk werd vereerd in het gebied van de Treveri. Haar cultus werd geattesteerd in Pachten en in Trier, waar zij "een zorgvuldig gebouwd tempeltje had" in het Altbachtal complex (Wightman, p.217). In Pachten had haar tempel ook een theater, waarvan men vermoedt dat het voor religieuze doeleinden werd gebruikt. Een bepaalde inscriptie (CIL XII:02927) eert haar eveneens in Uzès, een plaatsje in Zuid-Frankrijk.
Haar naam houdt verband met dezelfde wortel als het Welsh rhyd ‘fort’, wat laat vermoeden dat zij een godin van versterkte plaatsen was. De variant ‘Pritona’ werd tweemaal geattesteerd, namelijk op de enige inscriptie voor deze godin in Pachten (PRITONAE DIVINAE SIVE CA[...]IONI, AE 1959:00076) en in conjunctie met ‘Ritona’ op een inscriptie uit Trier (DEA RITONA PRITONA, AE 1928:00185). ‘Pritona’ werd ook gerestoreerd op een andere meer fragmentaire inscriptie uit Trier (RITO/[NAE] SIVE EX IU[SSU PR]/ITONI[AE?], AE 1989:00547).
Lothar Schwinden typeert haar als een moedergodin op basis van een beeld van een tronende godin dat in Pachten werd teruggevonden, en overeenkomt met het welbekende type zittende moedergodin met honden, met vruchten of met baby's op schoot (cf. Aveta).
De inscriptie in Pachten meldt dat door iemand de bijstand van de godin werd ingeroepen "voor het welzijn van de mensen van de stad Contiomagium" (PRO SALVTE / [V]IKANORVM CONTI/OMAGIENSIVM). Op twee inscripties uit Trier wordt de bijstand van Ritona ingeroepen in conjunctie met hetzij de numines of de Augusti (zie Keizercultus) of ter ere van het goddelijk huis (de keizerlijke familie).